# Хорни Тисовњик
Хорни Тисовњик (слч. Horný Tisovník) насељено је мјесто са административним статусом сеоске општине (слч. obec) у округу Дјетва, у Банскобистричком крају, Словачка Република.

## Становништво
| Година:    | 1994. | 2004.    | 2014.    | 2024.  |
| ---------- | ----- | -------- | -------- | ------ |
| Број људи: | 325   | 243      | 200      | 189    |
| Разлика:   |       | -25,23 % | -17,69 % | -5,5 % |

| Година:    | 2023. | 2024.   |
| ---------- | ----- | ------- |
| Број људи: | 186   | 189     |
| Разлика:   |       | +1,61 % |

Према подацима о броју становника из 2011. године насеље је имало 215 становника.